# グランベルム
『グランベルム』は、Nexus制作による日本のテレビアニメ。2019年7月から9月まで毎日放送『アニメイズム』B1枠ほかにて放送された。
ライトノベル『Re:ゼロから始める異世界生活』のイラストを担当する大塚真一郎と、同作のアニメで監督を務めた渡邊政治によるオリジナルアニメ。ナレーションは飛田展男が務める。
登場人物たちが搭乗するロボット「アルマノクス」は全体的に低頭身となっている。また、騎体の各種設定で劇中に出てこない部分はアルマノクス総作画監督のジミー・ストーンがTwitterで補足説明を行っている。

## ストーリー
過去に「魔法」が存在した世界。日常生活を送りつつも、内心鬱屈した思いを抱いていた女子高生の小日向満月はある満月の夜、世界から消滅したはずの魔力を持つ魔術師の「プリンセプス」になれるという戦闘の場、「グランベルム」の存在を知る。「アルマノクス」と呼ばれるロボットを操る少女の新月エルネスタ深海に助けられた満月は、混乱しながらも自身のアルマノクス、「ホワイトリリー」を手に入れ、初めての戦闘に勝利する。新月から魔法や魔術師、グランベルムの説明を受けた満月は、自身の現状を変えるためにグランベルムへの参加を決意する。

## 登場人物

### 主要人物
小日向 満月（こひなた まんげつ）
声 - 島袋美由利
本作の主人公。女子高校生。身長154cm。運動も勉強も苦手であり、「私には何も無い」という思いから、クラスメイトのために多くの弁当を作ったり、雑用も率先して行っている。心の底では「自分を認めて欲しい」と願っており、グランベルムを知ってアルマノクスを手に入れたことで、グランベルムへの参加を決める。もっとも、きちんとした目的を持つ他の参加者と違い、目的らしい目的がないまま参加した自分に悩む様子も見せる。
魔術師の家系出身でもないのにグランベルムに参戦でき、魔術で記憶も消せないことを新月から疑問に思われており、魔術師を感知できる九音からも「不思議な感触がする」と述べられている。初戦以降は新月と共に行動し、寧々との戦いでは一時的に覚醒してシングァンロンを撃破した。アンナの敗北後は新月にもう一度参加を辞めるべきだと言われるも、「自分は何も無いを背負っており、それをなんとかしたくて戦ってきたのだから、今後も新月と一緒に戦いたい」と改めて述べた。
第10話において、満月の正体は人間ではなく「人形」だったという真実が判明する。新月の想いにマギアコナトスが応えて生み出され、感情・記憶すらもマギアコナトスに作られたもので、アルマノクスに乗れた訳や「自分には何も無い」ということも、すべては人形だからであった。当然、家族自体も仮初めであり、正体発覚後は希望や母にすら認識され無くなり、自分の姿がガラスや鏡にも映らない存在と知り、深い絶望に襲われる。また、寧々からは今後魔力の供給を受けられなければ、存在を維持できなくなると告げられた。
自分の生存を望めば新月の願いと矛盾が生じることに気づき、またクラスメイトから自身の記憶が完全に消えてしまった訳ではなく、自分には何も無い訳ではなかったことを見い出す。人形でありながら五感が備わり、今を生きていることを実感し、自分の命が助かる方法を新月に伝えず、たとえ存在が消えても新月の願いを叶えることを優先したいと決断。彼女へ魔力を世界から無くして欲しいと切望した。水晶との決戦では「自分は新月の想いの結晶で人形などではない、私は折れない」という信念からセラドアノクターンと激闘を繰り広げるも、最後は水晶の攻撃から新月を守って敗北し、その身を散らせた。
しかし、その後も思念体の幻影として水晶と戦う新月をサポートし続け、新型アルマノクスであるヴィオラカッツェFFを誕生させ、セラドアノクターンの撃破に貢献する。願いを叶える寸前で水晶の言葉に立ち止まった新月には、迷わないよう助言を行った。新月からは「満月はもう人形ではなく自我を持った友達だ」との言葉を送られた。
新月 エルネスタ 深海（しんげつ エルネスタ ふかみ）
声 - 種﨑敦美
ドイツからの帰国子女で、エルネスタ家出身の魔術師。身長162cm。「世界からすべての魔力と魔術師の存在を消すこと」を目的にグランベルムで戦っている。魔術師としては優秀な能力を有する反面、日本に住んでいた期間が短く、満月の高校への転校時にはランドセルを背負って登校するなど一般常識に欠けており、料理の腕も不器用。グランベルムの場に現れた満月と知り合い、自身の知る情報を教える。グランベルムに参加したいという満月には一度はそれを辞めるように忠告したが、彼女の意思が固いことを知ると参加を認め、アルマノクスの操縦法などを指導する。
幼少時にはアンナ一家と親しかったが、彼女の能力の無さを見抜いて自ら関係を絶ち、フーゴ家からの養子要請も断り続けていた。アンナには負い目を感じていたものの、技能の差から「あなたでは私に勝てない」と神経を逆撫でするような言葉を吐いたり、グランベルムの対アンナ戦では毎回手を抜き、彼女が誰かに倒されることを願うといった、上から目線的な無自覚さも持つ。
残りの参加者が自分と満月、九音、水晶のみとなった際に寧々から満月が人間ではなく「人形」であったという驚愕の事実を教えられる。そして水晶から満月は新月自身が作り出した存在（正確には、新月の孤独や絶望といった心にマギアコナトスが反応し、満月が生み出された）で、新月は魔力に愛されているが故に、プリンセプスの魔術師候補としてグランベルムを勝ち抜くことをマギアコナトスに期待されているのだという話を聞かされ、更なる衝撃を受ける。
昔から手作りの人形を大事にしており、心の弱さから自分だけの動いたり心を持つ人形を作りたかったこと、それを自覚した時に魔力なんてない方が良いという結論に達していた。存在が消えてしまうかもしれない満月について苦悩するが、満月からは「新月が迷わないよう、魔力を無くして願いを叶えて欲しい、自分は新月の心だから」と説得を受け、満月と共に最後の戦いに挑む。水晶との決戦では、一旦は敗北しそうになるがジーグァンロンの光学迷彩機能を使ってその場を離脱する。しかし、身を挺して自身を庇った満月が水晶の手によって消滅することとなってしまった。
水晶の猛攻に苦戦の末、思念体となった満月の手助けで乗機がヴィオラカッツェFFへと変化。水晶を倒すことに成功する。マギアコナトスの元では「魔力を消すと満月のように存在が不確かになる」という水晶の思念体の言葉に戸惑うも、後悔はしないと忠告を振り切り、ついに願いを叶えた。その結果、他人からは認識されづらくなったが、物語は新月のクラスに新しい転校生がやって来た場面で幕を閉じる。

### グランベルム参加者
アンナ・フーゴ
声 - 日笠陽子
名門であるフーゴ家の長女。身長165cm。幼少時は魔術の訓練をやり合うなど新月とは親密な関係だった。現在は自分を蔑ろにし、新月を養子に迎えようとする母（声 - 本田貴子）や祖母、新月と親しい妹のクレアたちとは一線を画し、新月のせいで家が滅茶苦茶になったと述べ、彼女に対して異様なまでの敵意と憎悪を抱き、戦闘においても執拗に新月を狙う。
家を継ぐのは自分だと信じ、フーゴ家の魔石を使わせてもらえないことにも苛立っていたが、実は彼女は魔術師としての才能は持っていなかった。昔から自身が発動したと思っていた魔術はいつも側にいた新月が（手心から）補佐していたものであり、母からは内心見放され、新月もそれを教えずにいた。後に自分が道化でしかなかったというすべての真相を知り、母に危害を加えて魔石を持ち出す。
そして迎えたグランベルムではもはや自分の心が壊れていると自覚し、新月をいたぶり嬲ることだけが生きがいだとヴィオラカッツェに猛攻を仕掛ける。一度の敗北後もアークナイトグリスを覚醒させてさらに戦闘を続け、新月の説得にも耳をかさず、撃破寸前まで彼女を追い詰めるものの、あと一歩及ばずに魔石と術者としての生命を失い、マギアコナトスに封印される最期を迎えた。その後は魔力による記憶操作・歴史改変が行われ、「アンナ・フーゴ」という存在は現実世界からも抹消された。
林 寧々（りん ねね）
声 - 久保ユリカ
風水師の母の娘で、二人の妹がいる。身長152cm。満月の妹の希望とは、中学校のクラスメイトで友人。常に大人ぶっている（年下であるはずの妹たちの外見が明らかに年長であること、魔力の影響で成長が止まっているという発言など、実年齢は実際に高いことを示唆する描写も多い）。付きまとう希望には不機嫌な様子を見せるも、心の底から嫌ってはいない。妹たちからはグランベルムでの勝率が低いと分析されている。特殊な札を使い、魔力を感知したり自らの魔力を消すなどができる。対戦相手を知ろうと満月の家に潜入するが、後に彼女たちへ正体を明かし、正々堂々戦うと宣戦布告する。
その後のグランベルムでは満月を相手に有利に戦闘を進めるものの、覚醒した彼女の攻撃を受け、敗北・脱落する。脱落後は姉妹揃って満月たちと親しくなり、満月に豚の置物の通信機を渡し、この戦い（グランベルム）を最後まで見届けようとする。アンナの敗北後は彼女に関する記憶を失っており、魔力による記憶操作が起きたと推測し、独自に調査を行った結果、満月の家に膨大な魔力反応があることを突き止める。その末に、満月自身が「人形」だという真実にたどり着き、新月にはその事実を、自分が人形だと知った満月には放っておけば存在が消滅してしまい、それを防ぐ（命を救う）ためには魔力供給が必要だということを伝えたが、満月は新月に方法を教えなかった。
エピローグでは、魔力が消え去ったことで実年齢相応の成長した姿で登場した。
袴田 水晶（はかまだ すいしょう）
声 - 悠木碧
アンナの弟子の一人。身長164cm。口癖は「にゅ」。ロサと共に彼女をグランベルムで補佐するが、戦闘中でもあまりやる気を出さず、アンナの命令も無視したりするなど仲間意識も薄い。ロサの追放時は馬鹿にした態度で彼女を見送っている。アンナのことは実力を図っていたのか、後に見切りをつけ、彼女の弟子を辞める。
九音の攻撃を軽くいなし、逆に組み伏せるなど高い実力を持っており、水晶の体から四翠の匂いや雰囲気がする理由は、彼女の魂を食べたからだと九音に述べる。アンナの敗北後は満月の高校へ転入し、次の試合での協力関係を結ぼうと彼女に接触するも、断られている。次のグランベルムでは幻影で同士討ちを企み、九音の激しい攻撃を受けて敗北したかと思われたが、ドロセラノクターンの真の姿を解放して復活する。
満月を「器」と呼び、彼女が「人形」であることも知っており、九音との戦闘の末に四翠の魂を取り戻されてしまうも、九音を返り討ちにする。現実世界に帰還後は新月に対して満月の存在が誕生した真相を述べた。他の参加者よりグランベルムやマギアコナトスの内情に詳しく、九音に刺されても全くの無傷でいる等、その素性は得体が知れない。満月との決戦では、世界よりも友達（新月）を優先して戦い続ける姿を軽蔑し、激闘の果てに彼女を葬り去った。
実は水晶の正体は、皮肉にも満月と同じ「人形」であった。マギアコナトスに「審判者」としてグランベルムに集った魔術師候補を見極めるという役目を与えられ、1000年前からずっと戦い続けてきており、有力者は最後の最後でマギアコナトスの魔力を目の辺りにして毎回壊れてしまうため、人形でありながら自分自身こそがプリンセプスに相応しいとの願望を内心抱くに至っていた。残り一人となった新月を追い詰めるも、新たに誕生したヴィオラカッツェFFの前に敗れ、負け惜しみを述べながら消滅する。その後、願いを叶えようとする新月の前に尚も思念体として現れるが、彼女の揺るがぬ決意を知ると、その姿を消した。
ロサ
声 - 赤﨑千夏
アンナの弟子の一人。身長158cm。内心ではアンナの事を快く思っておらず、彼女の見ていない所で毒づいている。独断で満月に戦闘を仕掛けた上に敗北し、魔力を失ったことでアンナからもう存在価値がないと追放される。
新月にアンナが敗れた後は彼女の存在が現実世界から抹消されたため、ロサがフーゴ家の代表になっており、その歴史では寧々より先に敗北者となっていたことが語られた。
エピローグでは、クレアと仲良く登校する姿が描かれた。
土御門 九音（つちみかど くおん）
声 - 石見舞菜香
陰陽師の家系である土御門家出身の少女。身長156cm。姉の四翠の「呪い」を解くことを目的にしている。満月の後にアルマノクスを手に入れ、グランベルムに参加する。希望と接触して姉の満月が魔術師だと看破し、満月と新月にジーグァンロン攻略のための協力関係を提案する。寧々の敗北後は協力関係が解かれるも、互いに敵同士であるはずなのに風邪を引いた自分の世話を焼いた満月には困惑していた。
後に水晶から「呪い」の話をふられた後は、真実を知るため彼女を追うようになる。水晶との戦闘では彼女の精神攻撃に苦しむが、四翠の短刀を見て覚醒し、姉が魂を失った真実にたどり着き、姉の思いを知って雪月梅花を進化させた。そして四翠を水晶が食べたのでは無く、実は逆であり水晶が四翠に食べられていたのだと看破し、四翠の魂を取り戻して水晶に止めを刺そうとするも、最後は返り討ちに遭って落命し、アンナのように現実世界からも存在が消滅した。

### 参加者の関係者
小日向 希望（こひなた きぼう）
声 - 赤尾ひかる
満月の妹。女子中学生。身長140cm。姉との仲は良く、寧々とも親友関係にあるが、姉と寧々がグランベルムに参加していることは知らない。寧々の敗北後は彼女の妹たちとも仲良くなる。満月が新月の生み出した人形だという真実が明るみに出て以降は家族としての記憶が消滅、彼女を姉として認識できなくなった。寧々に誘われて出かけたキャンプでは、満月は希望の前では寧々の友人として振る舞った。
林 菜々（りん なな）
声 - 木村珠莉
寧々の妹。身長170cm。美々と共に香港で暮らし、占い師を営む。姉のことは「寧々姉」と呼ぶ。グランベルムの開催に合わせて来日するが、寧々の敗北後はそのまま日本で生活している。
林 美々（りん みみ）
声 - 春日望
寧々の妹。身長156cm。グランベルムでは菜々と一緒に現実世界から姉をサポートする（あくまでも寧々の家系だからこそ成せる技で、他の人間が外から支援するのは難しいとのこと）。
リンフェンフェン
声 - 柚木涼香
林姉妹の母で風水師。姉妹の幼少期には術を使うことを禁じる一方、術師である自分たちを嫌うことは無いと教えたり、術がかかっている物体の見分け方を教えてもいる。何らかの事情で姉妹が幼少時にその元から去っており、去り際には「どこにいても母であることは変わらない」と約しながら、再会時には記憶を失って別の家族を持っている描写もある。新月の言に依ればジーグァンロンによく似た属性のアルマノクスを駆って前回のグランベルムに参加し「かなりの強さを誇った」とのこと。はっきりと語られていないが、寧々がグランベルムに参加した理由は「母への想い」であったことが示唆されている。
土御門 四翠（つちみかど しすい）
声 - 田村ゆかり
九音の姉。水晶に魂を奪われ、今はほぼ寝たきりとなっている。妹思いであり、実際には水晶を倒すため、そして九音を守るために自分から進んで魂を食べられたとされる。水晶との戦闘中に九音の手によって魂が取り戻され、その後に目を覚まして満月の前に現れる。九音の記憶は消えてしまったものの、満月に誘われて出かけたキャンプでは、「一人きりの自分にもし妹がいたら」という気持ちで皆の前で歌を披露した。
エピローグでは、就活中なのか出勤中なのか、スーツ姿で慌ただしく走り去る姿が描かれた。
サーシャ
声 - 内山夕実
フーゴ家の使用人。一家の送迎時における運転手も務める。母と口論するアンナに意見した際は、彼女に「誰が口を挟んでいいと言った」と激昂された。
クレア・フーゴ
声 - 高野麻里佳
アンナの妹。姉と違って新月を慕っており、アンナが魔石を持ちだした際は、「新月がいなくなってから全部おかしくなった」と語った。アンナが抹消された後の世界ではロサの妹となっている。

## 登場兵器

### アルマノクス
ホワイトリリー
小日向満月のアルマノクス。属性は「光」。平均的な万能機。武装は通常時に使用する光剣「水面の剣（みなものつるぎ）」、肩部から引き抜く先端が二又に分かれた赤い刀身の「血水の剣」、防御力が高い半透明のシールド「エクレール・フルール」。魔技は頭部に2門を搭載する魔術式ビームバルカン「エタンセル」と水面の剣から斬撃の衝撃波を放つ「ミラージュ・ヴァーグ」。最大魔技の血水の剣から魔力を解放する「メルド・リュミエール」は全アルマノクス中で最強の攻撃力を誇るが、満月が未熟なために本領発揮できていない。第5話のシングァンロンとの決戦では肩のクリスタルに瞳が浮かぶ禍々しい姿に変貌し、メルド・リュミエールとエタンセルの色が黒く変色した。使役する使い魔は「オルカ」。第12話の決戦においてセラドアノクターンに敗北し破壊されるが、その騎体はヴィオラカッツェFF（ファム・ファタール）を誕生させる礎となる。
ヴィオラカッツェ
新月エルネスタ深海のアルマノクス。属性は「闇」。攻撃力は低いが、機動性や隠密性に重きを置いた騎体。ドイツ魔術師一族の手で造り上げられた。主武装は2挺の魔術式ショットガン型銃剣「ブリッツ・ナーゲル」。散弾や長距離ビームを放てるほか、銃の下部からはビーム刃を展開可能。ほかに盾となる肩部装甲の「レーゲン・ケープ」と刺突武器となる尻尾の「ルーヴェン・シュヴァンツ」を持つ。また、相手を束縛拘束する魔技「闇撫手（やみなで）」の行使も可能（地形も掴むことができ、回避行動を取れるなどの応用力がある）。最大魔技はブリッツ・ナーゲルから全魔力を解放する「シャッテン・シュナイダー（切り裂く闇）」。使役する使い魔は「グロウス」。
ヴィオラカッツェFF（ファム・ファタール）
最終話に登場した満月と新月の想いが形になった新生アルマノクス。属性は「闇と光」、「魔糸」、「魔力の全てを操る」。ホワイトリリーとヴィオラカッツェが融合を果たし、グランベルムが始まって以来の完全新規の騎体として誕生した。攻撃特化の「フルムーン」モード、防御特化の「ニュームーン」モードという、二つのモードを持つ。マギアコナトス内の全魔力を操り、全身から「魔糸」を全方位へ伸ばして武装とするほか、ホワイトリリーの「血水の剣」を装備する。魔技は血水の剣と同様に受け継いだ「エクレール・フルール」で、最大魔技としてこの世のあらゆるもの、呪いや封印すらも断ち切れる運命の斬撃「ズィーゲル・シュナイダー」を放てる。使い魔はもはや必要が無くなり、使役しない。対峙するセラドアノクターンを圧倒し、水晶を驚愕させる程の性能を見せた。
アークナイトグリス
アンナ・フーゴのアルマノクス。属性は「炎」。全アルマノクス中でトップの攻撃力を持つパワータイプの重騎士型。反面、飛行は不得手としている。武装はビーム刃を展開する右手の「ハルバート・インビエルノ」と、左手の盾「バラ・エスクード」。盾にはパイルバンカーを内蔵するほか、魔力ビームを撃ち出すこともできる。魔技は左盾から貫通力の高いビームを出す「バラ・エスクード・ペネトラシオン」や、魔方陣から鬼火ビームを放つ「フエゴ・ファトゥオ・グリータ（鬼火の悲鳴）」、大量の鬼火ビームを撒き散らす「ジュビア・デラ・カンシオン（雨の歌）」などを使用可能で、最大魔技として左盾から爆発力に特化した最大魔術出力のビームを撃ちだす「バラ・エスクード・エクスプロシオン」を持つ。使役する使い魔は「エンバーズ」。
アークナイトレナータ
新月に大破されたアークナイトグリスが復活を果たした覚醒アルマノクス。属性は「炎と氷（熱量操作）」。フーゴ家の魔石とアンナの新月に対する強い想い（憎悪）から凶悪な能力を発揮した。武装は右手の「ハルバート・インビエルノ・ティソーナ」と左手の攻防一体の盾「バラ･エスクード・ティソーナ」。盾からはバリアも展開可能。魔技は炎と氷の連続魔法を撃つ「レヴェルベラシオン・トルメンタ（嵐の残響）」。最大魔技は「ルシエルナーガ・トゥンバ」。怒濤の攻撃で新月のヴィオラカッツェと互角以上に戦うが、最終的に騎体を破壊されアンナも敗北した。
ジーグァンロン（激光冠龍）
林寧々のアルマノクス。属性は「地」。龍の頭のような外見で、他の騎体より一回り以上大きい。遠距離攻撃に特化している。武装は最大魔技にもなる魔術式大口径超長距離ビーム砲の「超級龍王如意大流星火砲」（一撃で都市を破壊できる程の威力を持つが、連射は不可能）と魔術式光学迷彩の「仙女羽衣」。魔技は上空から戦場全体へ誘導性の高いビームを放射する「鏡球乱光（ミラーボールフィーバー）」（広範囲を攻撃できる反面、威力と命中率が低い）。使役する使い魔は「ロンガン」。近接武装は装備しておらず、やむを得ず接近戦となった場合は、魔術による障壁を展開して敵の攻撃を防ぐことしかできない。
シングァンロン（醒冠龍）
満月と対峙したジーグァンロンが変形した覚醒アルマノクス。属性は「地」と「格闘」。元々ジーグァンロンは1500年程前に使われた2、3体の騎体の残骸をパッチワークさせたものであり、そのために騎体自体が大型・大質量化していた。満月と戦う寧々の心象変化により、中枢を担っていた騎体の「斉天大聖桃王仙女」が露出し、新形態の「シングァンロン」となった。武装は魔力ビームソードと同等の威力を持つ輝く指と手甲の「輝指手甲」と、高速で繰り出す「魔術拳法」で近接戦が可能。魔技は攻防一体の伸びる腕による「龍牙突」。第5話では「超級龍王如意大流星火砲」で満月を追い詰めるも、最終的に破壊される。
ドロセラノクターン
袴田水晶のアルマノクス。属性は「呪詛」。フードを被った呪術師のような姿が特徴。寧々によれば、過去のグランベルムに参加していた記録はないという。強力な魔力をコントロールでき、武装は先端から鬼火ビームを発射し、打撃武器にもなる「嫫母（ばくぼ）の杖」を装備する。魔技は魔術ビームと幻惑攻撃を併用して放つ「鬼火」。最大魔技は騎体の見た目を誤認させたり、他者の感情や認識を操る「忘れられない記憶」。使役する使い魔は「メドゥーサ」。九音の雪月梅花との戦闘時に破壊されたと思われたが、騎体を「セラドアノクターン」の姿に戻して復活する。
セラドアノクターン
ドロセラノクターンの真の姿。属性は「鏡」、「呪い」、「全魔力属性」。覚醒アルマノクスではないが、属性で他の騎体の魔技（見た魔技・触れた魔技）を自身の魔技として使える上、相手の魔力を吸収する能力も持ち、凶悪な性能を誇る。武装は魔力ビーム鎌の「カガミコノナギホコ」と両肩部の魔石から多彩な魔法を放つ「ズィエールカラカーラ」。魔技は幻惑魔法の「ロジェッツクゥーカラ」。最大魔技は全魔力を解放し、両肩部の魔石からあらゆる属性や呪いの魔法光線を撃つ「ハオス ドゥシャー（全ての光、魂の叫び）」。最後はヴィオラカッツェFFの前に敗れ去った。
クレストアンス
ロサのアルマノクス。属性は「風」。武装は攻防一体となるブーメラン剣の「ナジャ・ブーメラン」。魔技はブーメラン射出後に残るナックル「ナジャ・ナックル」で、最大魔技の「テンペスト・ダイヴ」は光の翼を展開し急上昇、全魔力を解放して大量の竜巻を身にまとい、敵に向かって急降下突撃を行う（副次的効果で分身も発生する）。使役する使い魔は「ストライジス」。第1話でホワイトリリーに破壊される。
雪月梅花（せつげつばいか）
土御門九音のアルマノクス。属性は「重力」。陰陽師の一族らしい和風姿が特徴。武器は開けば防御、閉じれば攻撃が行えるビーム扇の「陰陽扇飛梅（おんみょうせんとびうめ）」。魔技は重力で周囲の敵を飛ばし、地面に押しつける重力乱舞「平伏しの舞」と、掌に集めた魔力で重力球を形成、それを高速で相手に叩き付ける山の舞「重力丸」。最大魔技は姉妹の魔力で作成した巨大な二つの隕石を地表に落下させる「天夢隆星」。使役する使い魔は「跫音空谷」。
雪月梅花（鬼心鏡月）
姉の思いを知り、水晶の精神攻撃を跳ねのけた九音が戦闘中に進化させた雪月梅花。属性は「超重力」と「超高速移動」。新形態の読みは「きしんきょうげつ」。両肩部から光の翼が生え、戦闘速度と攻撃力が増加し、一時はドロセラノクターンを圧倒する性能を見せた。セラドアが見せた魔力吸収能力も放出をさせる暇もなく猛攻にて封じ、最大魔技で使い魔であるメドゥーサごと消し去ろうとするも、九音が油断から水晶に刺され、そのまま蓄積された魔力を返されて敗北・消滅した。
牡丹灯籠（ぼたんどうろう）
土御門四翠のアルマノクス。本編未登場。

### 使い魔
オルカ
ホワイトリリーの使い魔。中盤以降にて使役できるようになる。形状は魚類型。光属性で、空中を浮遊しながら光の魚雷を放ち、サポートを行う。
グロウス
ヴィオラカッツェの使い魔。形状は巨大な獣型。怪力や巨大ビームを駆使して戦う。新月自身はグロウスの容姿が醜いからと、余り使いたがらない。
エンバーズ（火ノ仔）
アークナイトグリスおよびアークナイトレナータの使い魔。形状はアルマノクスのような人型。レナータ時では大量出現・集結させて巨大化も可能。
ロンガン（龍ノ仔）
ジーグァンロンおよびシングァンロンの使い魔。形状はタツノオトシゴ型。鋭いナイフのような下半身が特徴。
メドゥーサ（闇ノ仔）
ドロセラノクターンおよびセラドアノクターンの使い魔。クリスタルの棘を持つ異形。正体は召喚精霊で、形態を変化させ大量の無線誘導端末状にもなる。
ストライジス（風ノ仔）
クレストアンスの使い魔。形状はフクロウ型。目からビームを放てるほか、全身をブーメランに変形させて、敵を切り裂くこともできる。
跫音空谷（雪ノ仔）
雪月梅花および雪月梅花（鬼心鏡月）の使い魔。形状はウサギ型。雪月梅花と同形状の両耳と振り袖のような両腕が特徴。

## 用語

### 世界観
グランベルム
数十年に一度、魔術師の子孫たちによってマギアコナトスで行われるバトルロイヤル。「満月の夜」に毎回開催される。各人がアルマノクスに乗り込み、世界で唯一の魔術師「プリンセプス」になろうと、最後の1人になるまで戦う。ただし、すべての魔術師の家系が参加資格があるわけではなく、選ばれた魔術師しか参加できない。開催期間は人数の多さと開催日の条件（満月の日）から年単位はかかる（作中の台詞でも1年以上戦っていることが語られている）。
マギアコナトス内では魔術師の魔力が生身時で数百倍、アルマノクス搭乗時は数万倍に増幅される。生身でアルマノクスに勝つことは不可能である反面、全力で隠蔽魔術を使えば戦闘から逃げ切ることもできる。勝負時は時間制限があり、アルマノクスのコア魔石を破壊されると敗北となる。ただし、時間切れになっても参加者全員で騎体1機分の魔力が徴収されるシステムであり、参加者が減少すればその分魔術師の魔力の消耗も激しくなる。
勝敗はマギアコナトスが判断し、現実世界で対戦相手に暗殺などの危害を加えた場合は全員が敗者となってしまう。また、グランベルムに一度でも参加しない場合は脱落となる。ちなみに、グランベルムでは戦闘後に戻る場所をイメージしないと、入った時と同じ場所に全裸で戻されるという弊害がある。本来は魔力を失っても死ぬことは無いとされたが、魔術師への直接攻撃などによりマギアコナトス内で死亡した場合、現実世界の歴史や記憶が改変され、死者の存在が無かったことにされるため、これまで死者はいないとされていた。
マギアコナトス
グランベルム開催の場で、世界中のすべての魔力が封印された幻想空間。魔術師の家系生まれの子孫たちがマギアコナトスを呼び寄せる「儀式」を行い、出現させる。出現場所は世界各地（グランベルムの開催時によって違う）で、古代湖の上に現れることが多い。ここに入ることができるのはグランベルムで戦うために儀式を行った者のみ。寧々はマギアコナトス自体が意思を持つかのように裏で動いており、プリンセプスの魔術師に相応しい候補をグランベルム参加者の中から探すため、時には満月のような人形を作り、時には魔術師の命を奪い、時には不都合な事実を魔力干渉で消し去っていると推理している。
歴代のプリンセプス資格者達はマギアコナコスから与えられる魔力に尻込みをして脱落していったことが水晶から語られているが、満月の思念体曰く1000年前の人々は平穏を願いその魔力を封印したという。
魔術師
今では失われた称号。アルマノクスを操れる。魔術師の子孫は魔力がなくとも磁場を操る程度の術は持っている。現在は断絶しないように魔術師の家系同士で互いに婚姻を結び、各家が延命を図っている。通常ならば魔術師の子孫だということは周囲に隠すべき情報だが、隠さずに公にしている者もいる。過去にグランベルムに敗れた家系でも、魔術師が生まれることはあるものの、その力は弱い場合が多いという。
魔法
過去の地球ではありふれたものとして普通に使われていたが、次第に戦争などに利用されるようになり、1000年ほど前に7人の賢者によってマギアコナトスに封印され、以後は誰も使用できなくなった。それが失われた現代においては、魔術師が魔力を使用するとその度に魔術師自身の寿命を徐々に削っていくという事実が判明している。

### 家系・血統
エルネスタ家
新月の実家。100年ほど前までは知らぬものがいないほどの著名な魔術師の家系だった。没落の理由は明かされていないが、水晶の「（新月には）両親がいない」発言や、新月が幼少時からフーゴ家で養育されていたこと、孤独に耐えかねて満月が生み出されたことから考えると恐らくは新月はエルネスタ家の最後の一人と思われる。
フーゴ家
アンナやクレアの実家。南欧一（スペイン）の魔術師の家系で、「カーマインウィッチ」の異名を持つ。巨大な「フーゴ家の魔石」を所有している。アンナの母や祖母は、長女であるアンナの魔術師としての才能の無さを知っていたため、優れた能力を有する新月を家に迎えて養子にしようとしていた。
土御門家
九音や四翠の実家。姉妹は湖に浮かぶ「満月堂」などがある「白髭神社」で暮らす。代々続く陰陽師の家系だが、現在の後継者である四翠は水晶の「呪い」で寝たきりとなっており、九音が役目を代行している。100年ほど前まではエルネスタ家と交流を持っていたものの、今では途絶えてしまっている。

### 技術・兵器
アルマノクス
搭乗者の心が形になった「魔法人形」と呼ばれるロボット。それぞれの意思にマギアコナトス中に満ちている魔力が反応して作り出される。素材は「聖金属」と「魔石」で構成され、胴体から頭部の真芯にコア魔石を備え、騎体表面には魔法防壁が張り巡らされている。搭乗時は服装が魔力の増幅する素材で作られた専用の「法衣」姿になり、「魔糸（マギスレッド）」によって騎体を操作する。また、流派の違いでコクピットデザイン（正確には操縦席はコクピットではなく「ミッドハート」と呼称される）や操作方が異なる。
アルマノクスは自分自身の分身と例えられ、搭乗者の心象次第では戦いの最中に覚醒してアルマノクスを進化させるものもいる。騎体は魔力増幅器の役割を果たし、動力は魔術師の魔力で稼動する。再生も可能なものの、その分魔力を消耗する。武装は各自のイメージによって具現化を果たす。共通する装備としては、脚部に魔術ローラーダッシュと呼ばれる機能があり、飛行も可能だが搭乗者によっては不得手としている者もいる。騎体が完全破壊されても搭乗者は現実世界に帰還するだけで、死ぬことはないとされるが、実際には死者が出ている（用語のグランベルムの項目を参照）。
使い魔（コントライードル）
魔術師が使役する魔力生命体。実際には本当に生命体なのかは不明瞭で、人型や動物型などがある。呼び名は「使い魔」のほか、「精霊」や「傀儡」など各流派で異なっており、すべての魔術師が使えるとは限らず、自立行動が可能ではあるが戦闘力はアルマノクスには及ばない。持ち主の魔力の量や質でそのサイズの増減や数を増やすことが可能。新月の場合は、その素質から巨大な使い魔を使役できる。

### その他の用語
魔石
天然由来の鉱物。採掘して入手する。アルマノクスの構成物質で、魔術師が持つペンダントに加工される。魔力が込められており（自分の魔石に幼少時から魔力を入れ続ける）、魔石ごとにそれぞれグレードも異なる。アルマノクスのコア魔石が破壊されグランベルムで敗北すると、ペンダントも込められた魔力を消失する。魔石を失うと二度と魔術師にはなれない（一般人となる）。なお、本来魔石は一人一個であり、劇中のアンナのような使い方はイレギュラーである。
人形
マギアコナトス自身が意志を持って作り出すとされる異形の存在。現実空間では人間との区別は不可能で、マギアコナトス内では状況により手が「作り物」になる場合があり、人間ではないことを露呈する。魔術の供給が断たれると存在があいまいになり、周囲の人間から認識されなくなり、最後は消滅するものとされる。一方で魔術の使用やアルマノクス操縦は人間の魔術師候補と同様にこなせる。グランベルムで勝ち残ってもプリンセプスの魔術師になる資格はないものとされるが、最後に人形であることが露呈した水晶は自分に資格があると信じていた。寧々が類推だけから満月が人形であることを喝破した件から、作中で明確には語られていないものの、人形の存在自体は昔から知られていたと推察され、過去には満月や水晶以外にも人形が存在した可能性はある。

## スタッフ
- 原案 - ProjectGRANBELM[1][3]
- 監督 - 渡邊政治[1][3]
- シリーズ構成・脚本 - 花田十輝[1][3]
- キャラクター原案 - 大塚真一郎[1][3]
- キャラクターデザイン - 今中敬[1][3]
- アルマノクスデザイン・アルマノクス総作画監督 - ジミー ストーン[1][3]
- コクピットデザイン・召喚精霊デザイン・アルマノクス作画監督 - 中西和也
- プロップデザイン - 北原大地
- 美術監督 - 竹内圭
- 美術設定 - 竹内圭、明珍宇作、石田可奈
- 色彩設計 - 田中直人
- 撮影監督 - 廣岡岳
- 3DCG監督 - 池田晋治
- 編集 - 坪根健太郎
- 音響監督 - 明田川仁
- 音楽 - 末廣健一郎[1][3]
- 音楽制作 - ワンミュージック
- 音楽プロデューサー - 藤江将希
- プロデューサー - 亀井博司（MBS）、今川寛隆
- プロデュース - infinite
- アニメーションプロデューサー - 中村浩士
- アニメーション制作 - Nexus[1][3]
- 製作 - MBS、DMM pictures

## 主題歌
「月を追う真夜中」
藍井エイルによるオープニングテーマ。作詞はEir、作曲・編曲は重永亮介。

「願い」
Uruの作詞・歌によるエンディングテーマ。作曲はH.AobaとN.Sasaki、編曲は佐々木望。

「Scenery」
Uruの作詞・作曲・歌による第7話の劇中歌、第11話の挿入歌。編曲はrionos。

「うたかた」
土御門四翠（田村ゆかり）による第11話の挿入歌。作詞は深川琴美、作曲・編曲は末廣健一郎。

## 各話リスト
| 話数   | サブタイトル                 | 絵コンテ | 演出     | 作画監督          | 総作画監督        |
| ------ | ---------------------------- | -------- | -------- | ----------------- | ----------------- |
| 第1話  | 世界で唯一の魔術師           | 渡邊政治 | 渡邊政治 | 明珍宇作          | 今中敬            |
| 第2話  | 私がここにいるために         | 渡邊政治 | 高島大輔 | 北原大地          | 野田康行          |
| 第3話  | 満月に鐘は鳴る               | 石田可奈 | 石田可奈 | 石田可奈          | 今中敬 野田康行   |
| 第4話  | 風水師リンフェンフェン       | 高島大輔 | 高島大輔 | 北原大地          | 野田康行          |
| 第5話  | 小さな少女の小さな願い       | 徳本善信 | 徳本善信 | -                 | 明珍宇作          |
| 第6話  | 魔石                         | 高島大輔 | 高島大輔 | 北原大地          | 野田康行          |
| 第7話  | ミス・ルサンチマン           | 中西和也 | 渡邊政治 | -                 | 明珍宇作          |
| 第8話  | 魔術師になるということ       | 渡邊政治 | 明珍宇作 | 北原大地          | 野田康行          |
| 第9話  | ノクターン、染め上げて       | 徳本善信 | 徳本善信 | 北原大地          | 野田康行          |
| 第10話 | もの思う人形                 | 石田可奈 | 石田可奈 | 石田可奈          | 野田康行          |
| 第11話 | たとえさよならが届かなくても | 高島大輔 | 高島大輔 | 北原大地          | 野田康行          |
| 第12話 | マギアコナトス               | 中西和也 | 高島大輔 | 明珍宇作          | 明珍宇作          |
| 第13話 | 世界で唯一のふたりのために   | 渡邊政治 | 渡邊政治 | 北原大地 石田可奈 | 野田康行 明珍宇作 |

## 放送局
| 放送期間                                              | 放送時間                     | 放送局    | 対象地域   | 備考                      |
| ----------------------------------------------------- | ---------------------------- | --------- | ---------- | ------------------------- |
| 2019年7月6日 - 9月27日                                | 土曜 1:55 - 2:25（金曜深夜） | TBSテレビ | 関東広域圏 | 字幕放送                  |
| 2019年7月6日 - 9月28日                                |                              | 毎日放送  | 近畿広域圏 | 製作局 / 字幕放送         |
| 2019年7月7日 - 9月29日                                | 日曜 1:00 - 1:30（土曜深夜） | BS-TBS    | 日本全域   | BS/BS4K放送               |
| 2019年7月9日 - 10月1日                                | 火曜 23:30 - 水曜 0:00       | AT-X      | 日本全域   | CS放送 / リピート放送あり |
| 毎日放送、TBSテレビ、BS-TBSでは『アニメイズム』B1枠。 |                              |           |            |                           |

| 配信期間               | 配信時間        | 配信サイト |
| ---------------------- | --------------- | --- |
| 2019年7月6日 - 9月27日 | 土曜 2:25 更新  | dアニメストア |
| 2019年7月9日 - 10月1日 | 火曜 2:55 更新  | TVer MBS動画イズム Amazonプライム・ビデオ ニコニコチャンネル FOD ビデオマーケット music.jp Rakuten TV クランクイン！ビデオ |
|                        | 火曜 2:30 更新  | GYAO! |
|                        | 火曜 10:00 更新 | DMM.com |
|                        | 火曜 12:00 更新 | Hulu U-NEXT アニメ放題 バンダイチャンネル ビデオパス J:COMオンデマンド PlayStation Video                                   |

## BD BOX
| 巻   | 発売日         | 収録話         | 規格品番  |
| ---- | -------------- | -------------- | --------- |
| 上巻 | 2019年12月27日 | 第1話 - 第6話  | DMPXA-047 |
| 下巻 | 2020年1月31日  | 第7話 - 第13話 | DMPXA-048 |

## メディアミックス

### パチスロ
- 回胴式遊技機 グランベルム（2023年9月、ゼクロスクリエイティブ）[15]